# 각막염
각막염(Keratitis)은 눈의 앞쪽 표면에 있는 투명한 돔 형태의 각막이 염증을 일으키는 질환이다. 이 질환은 종종 중간 정도에서 강렬한 통증을 특징으로 하며, 일반적으로 다음 증상 중 하나를 동반한다: 통증, 시력 저하, 눈부심 (빛에 대한 민감도), 적안 및 '모래가 낀 듯한' 느낌. 감염성 각막염의 진단은 일반적으로 징후와 증상 및 안과 검사를 기반으로 임상적으로 이루어지지만, 원인 병원체를 식별하기 위해 각막 긁어내기 샘플을 채취하여 미생물 배양 또는 기타 검사를 통해 평가할 수 있다.

## 분류 (만성도에 따라)

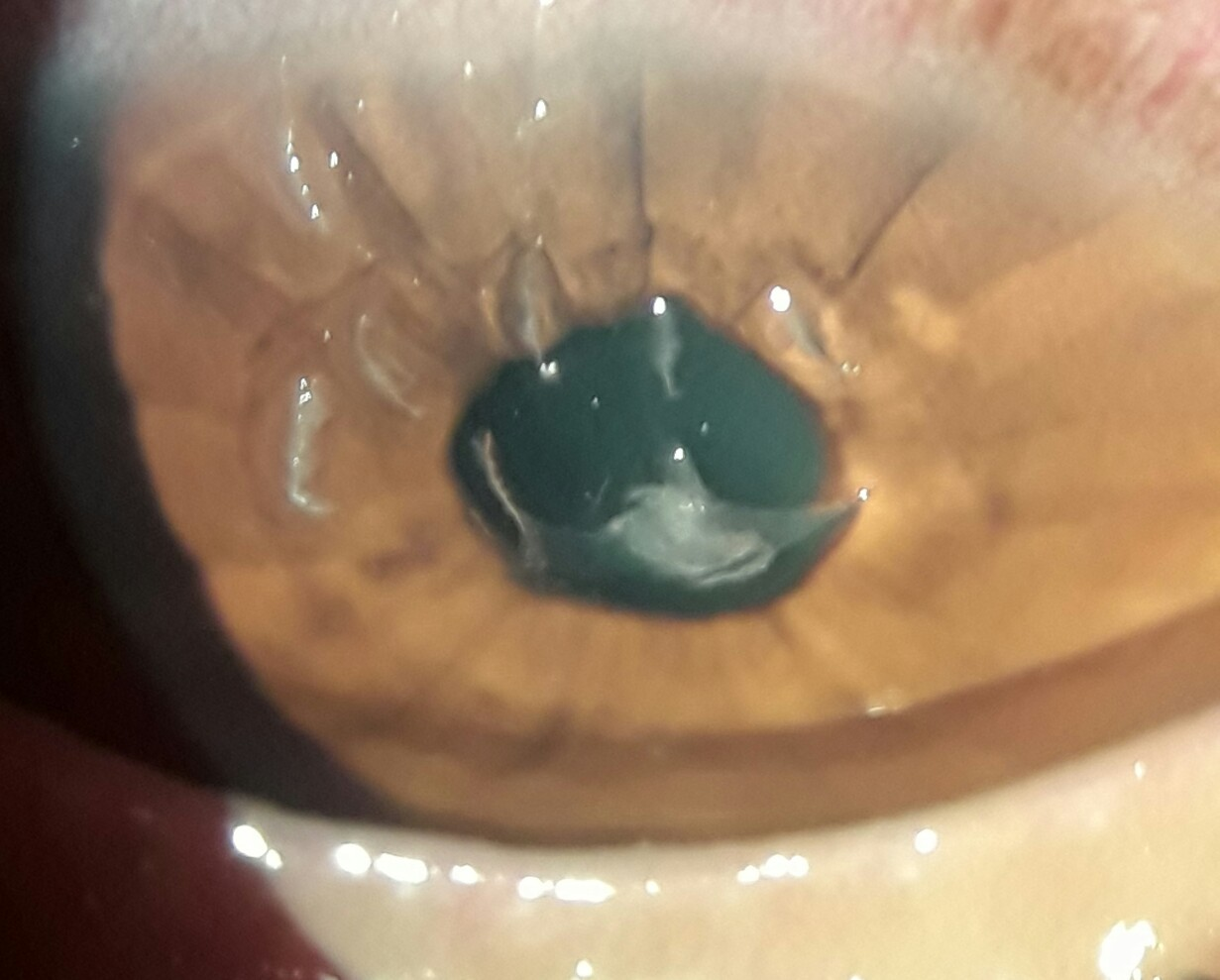
실모양 각막염의 세극등 현미경 검사

### 급성
- 급성 상피 각막염
- 원반형 각막염
- 간질성 각막염
- 원반모양 각막염

### 만성
- 신경영양 각막염
- 점액판 각막염

## 분류 (감염성)

### 바이러스성

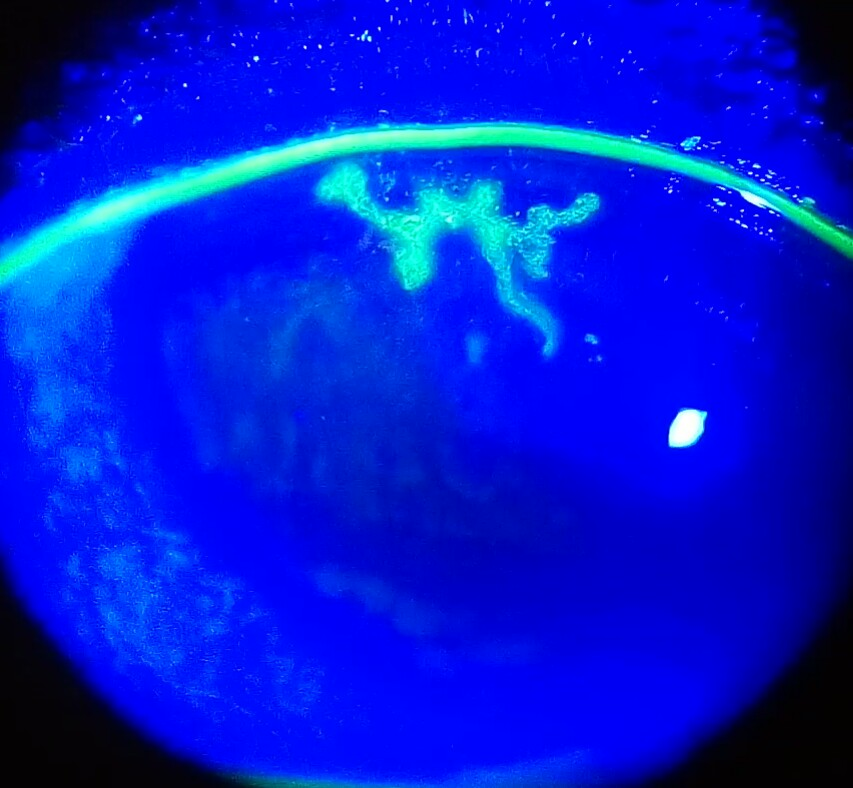
코발트 블루 조명 아래 형광 염색 후 나뭇가지 모양 각막 궤양

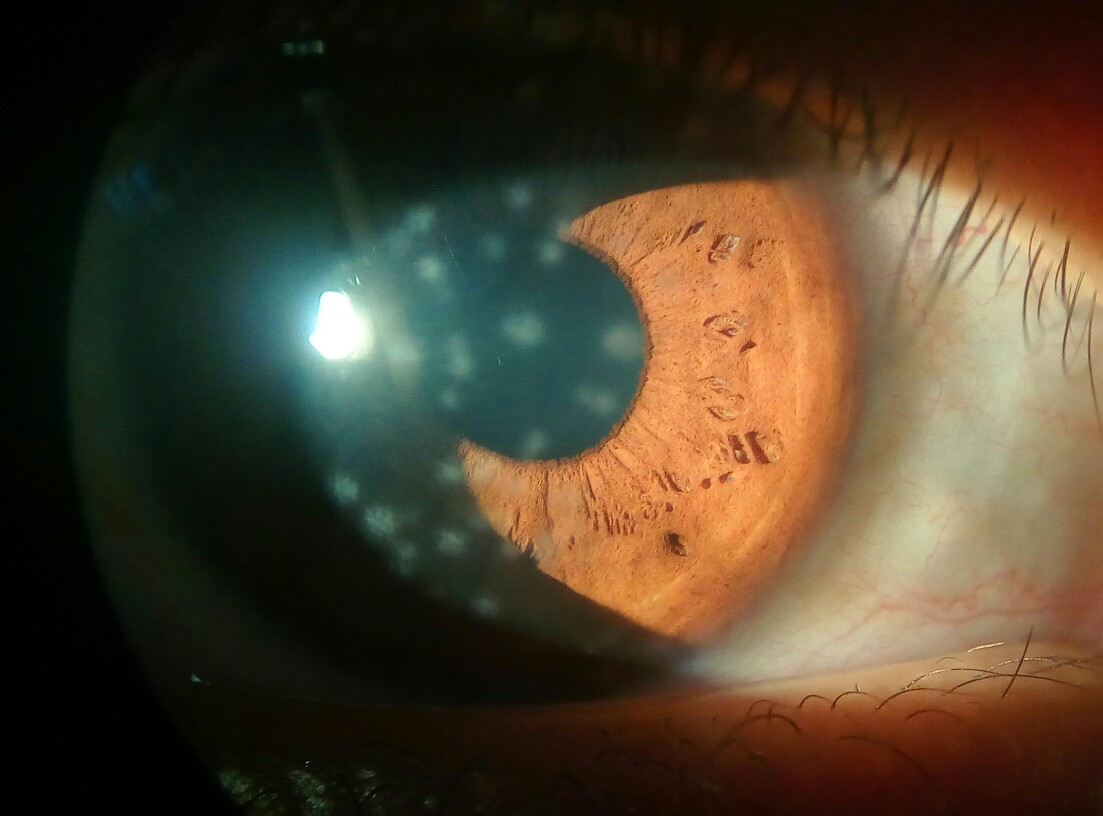
24세 여성의 아데노바이러스성 각막염

바이러스성 각막염의 가장 흔한 원인은 헤르페스 심플렉스 바이러스(HSV)와 수두대상포진바이러스(VZV)이며, 각각 헤르페스 심플렉스 각막염과 헤르페스 대상포진 각막염(헤르페스 대상포진 안과 질환의 아형)을 유발한다. 헤르페스 심플렉스 각막염은 삼차신경의 V1 분지인 눈 신경에 잠복해 있던 HSV의 재활성화로 인해 발생한다. 헤르페스 각막염은 각막 상피에 나뭇가지 모양(수지상)의 염증 침투 패턴을 보이는 것으로 알려져 있으며, 각막 혼탁을 유발할 수 있다.
약 8-20%의 대상포진(VZV 재활성화로 인한) 사례에서 헤르페스 대상포진 안과 질환으로 눈에 영향을 미친다. 그리고 VZV 각막염은 헤르페스 대상포진 안과 질환 사례의 13-76%에서 발생하며, 보통 증상 발현 후 1개월 이내에 나타난다. 헤르페스 대상포진 안과 질환은 또한 삼차신경의 V1 분지(눈 신경)에서 VZV의 재활성화와 관련이 있다. VZV 각막염은 감염 초기 단계에 나뭇가지 모양의 상피 각막염 패턴으로 나타난다. VZV 각막염은 각막 혼탁을 유발할 수 있으며, 50%의 사례에서 각막 실질층에 염증성 침윤이 나타나고, 각막 흉터는 VZV 각막염의 가능한 합병증이다. 대상포진 백신으로 예방접종을 하면 대상포진뿐만 아니라 헤르페스 대상포진 안과 질환과 헤르페스 대상포진 각막염을 예방하는 데 매우 효과적이다.

### 세균성
- 세균성 각막염. 각막의 세균 감염은 부상이나 콘택트렌즈 착용으로 인해 발생할 수 있다. 관련된 세균은 황색 포도상구균이며, 콘택트렌즈 착용자의 경우 녹농균이다. 녹농균은 각막을 소화시킬 수 있는 효소를 생성한다.[5]
- 콘택트렌즈 착용자의 경우 세균은 각막염의 가장 흔한 원인균이며, 90%의 사례가 세균성 병원체로 인해 발생한다. 그 90%의 사례 중 40%는 녹농균에 의한 것이다.[3] 황색 포도상구균과 연쇄상구균은 콘택트렌즈 착용자의 감염성 각막염을 유발하는 다른 흔한 세균성 병원체이다.[3] 콘택트렌즈 보관에 사용되는 렌즈 케이스는 미생물막을 형성하여 콘택트렌즈를 세균이 군집하게 할 수 있으며, 이는 특히 부적절한 콘택트렌즈 위생 또는 부적절한 보관과 관련하여 흔하다.[3]

### 진균성
- 진균성 각막염, 아스페르길루스 푸미가투스와 칸디다 알비칸스에 의해 유발됨 (cf. 푸사리움, 2005~2006년 바슈롬 리뉴 모이스처록 콘택트 렌즈 용액의 가능한 매개체를 통해 각막염 유행을 일으킴[6])

### 아메바성
- 가시아메바성 각막염

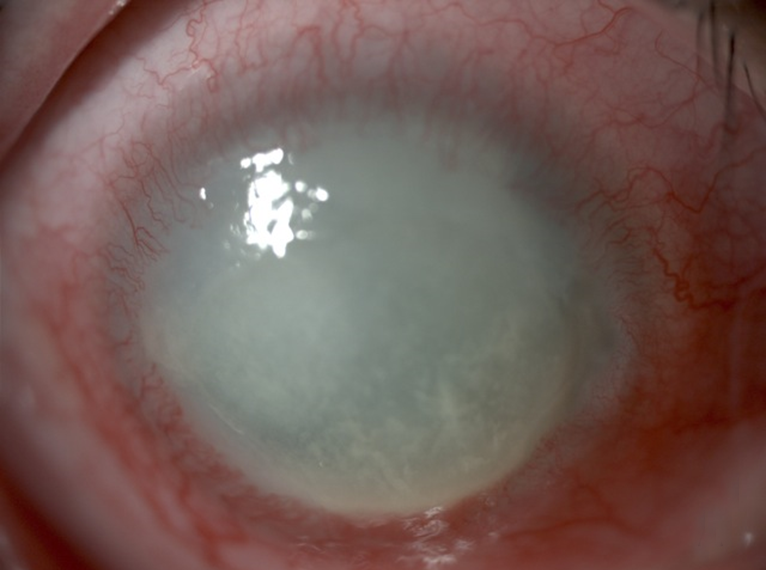
가시아메바성 각막염

- 각막의 아메바 감염은 심각한 각막 감염으로, 대부분 콘택트 렌즈 착용자에게 영향을 미친다. 주로 가시아메바에 의해 발생한다. 2007년 5월 25일, 미국 질병통제센터는 어드밴스드 메디컬 옵틱스 컴플리트 모이스처 플러스 다목적 눈 세척액 사용과 관련된 가시아메바성 각막염 위험 증가로 인해 건강 권고를 발표했다.

### 기생충성
- 회선사상충증 각막염은 감염된 먹파리에 물려 회선사상충 감염 후 발생한다. 이러한 먹파리, 시뮬리움은 주로 아프리카의 빠르게 흐르는 개울 근처에 서식하므로 이 질병은 "강 실명"이라고도 불린다.[10]

바이러스성 각막염과 달리 미생물성 각막염(세균, 진균 또는 기생충 병원체에 의한)은 각막 궤양 형성률이 더 높다. 각막 궤양 형성의 다른 위험 인자로는 콘택트렌즈 사용, 안구 외상으로 인한 각막염, 기저 각막 질환 또는 안구 표면 질환(예: 심한 만성 건성안)이 있다. 감염성 각막염은 때때로 각막 부종 또는 전방에 염증 세포가 모인 하안침을 동반한다.

## 분류 (질병 단계별)
- 타이거슨 표층 점상 각막염
- 궤양성 각막염

## 분류 (환경적 병인별)
- 노출성 각막염 (노출성 각막병증으로도 알려짐) — 불완전하거나 부적절한 눈꺼풀 폐쇄(토끼눈증)로 인한 각막 건조증.
- 광각막염 — 강렬한 자외선 노출(예: 설맹 또는 용접공 아크 눈)로 인한 각막염.
- 콘택트렌즈 급성 적안 (CLARE) — 그람 음성균이 콘택트 렌즈에 군집하는 것과 관련된 비궤양성 무균 각막염.

## 치료
치료는 각막염의 원인에 따라 달라진다. 감염성 각막염은 빠르게 진행될 수 있으며, 일반적으로 병원체를 제거하기 위해 긴급한 항균, 항진균 또는 항바이러스 치료가 필요하다. 항균 용액에는 레보플록사신, 가티플록사신, 목시플록사신, 오플록사신이 있다. 스테로이드 점안액이 유용한지는 불분명하다.
또한, 콘택트렌즈 착용자는 일반적으로 콘택트렌즈 착용을 중단하고 오염된 콘택트렌즈 및 콘택트렌즈 케이스를 교체하도록 권고된다. (오염된 렌즈와 케이스는 해당 배양액으로 병원체를 식별할 수 있으므로 버려서는 안 된다.)
HSV 각막염에는 국소 간시클로버 또는 경구용 발라시클로비르, 팜시클로비르 또는 아시클로비르가 사용된다. HSV로 인한 나뭇가지 모양 궤양에 스테로이드를 적용하면 궤양이 빠르게 심각하게 악화되어 '아메바형' 또는 '지리적' 궤양을 형성할 수 있으므로 스테로이드를 피해야 한다. 이 이름은 궤양의 지도와 같은 모양에서 유래한다.

## 예방
콘택트렌즈 착용자의 경우, 좋은 렌즈 위생 및 보관 관행은 각막염의 위험을 줄인다. 감염성 각막염으로 이어질 수 있는 특정 렌즈 관리 관행에는 밤새도록 또는 샤워 중에 콘택트렌즈를 착용하는 것, 콘택트렌즈 케이스를 교체하지 않는 것, 렌즈를 콘택트렌즈 용액 대신 수돗물에 보관하는 것, 그리고 렌즈 용액을 정기적으로 교체하지 않고 채워 넣는 것이 포함된다. 부적절한 렌즈 보관은 콘택트렌즈 케이스에 세균성 미생물막 형성을 유발하고 이어서 렌즈가 세균에 의해 군집될 수 있다. 부적절한 보관 또는 사용을 통해 렌즈가 수돗물에 노출되면 아메바가 수돗물에서 흔히 발견되기 때문에 가시아메바 감염으로 이어질 수 있다.
아시클로버 예방 요법은 HSV 각막염 발병률 50% 감소를 포함하여 헤르페스 심플렉스 바이러스성 안과 질환(구강 또는 안면 헤르페스 포함)의 추가 에피소드 위험을 줄이는 것으로 밝혀졌다. 아시클로버 예방 요법을 중단해도 리바운드 효과나 HSV 관련 안과 질환의 증가율은 없었다.

## 예후
일부 감염은 각막에 흉터를 남겨 시력을 제한할 수 있다. 다른 감염은 각막 천공, 안구내염(눈 내부의 감염) 또는 심지어 실명으로 이어질 수도 있다. 적절한 의료 조치를 통해 감염은 일반적으로 장기적인 시력 손실 없이 성공적으로 치료될 수 있다.
가시아메바성 및 진균성 각막염은 치료가 어렵고 예후가 좋지 않다.

## 비인간 동물에서의 각막염
- 고양이 호산구 각막염 — 고양이와 말에게 영향을 미치며, 고양이 헤르페스 바이러스 1 또는 다른 바이러스 감염에 의해 시작될 수 있다.[14]

## 같이 보기
- 만성 표층 각막염, 또는 판누스, 개의 질병
- 타이거슨 표층 점상 각막염
- 유전성 일시성 각막내피염